# High Hopes (chanson de Panic! at the Disco)
Singles de Panic! at the Disco
Say Amen (Saturday Night)
(2018) Hey Look Ma, I Made It
(2019)
High Hopes est une chanson de Panic! at the Disco sortie le 23 mai 2018 en tant que deuxième single du sixième album studio du groupe, Pray for the Wicked, sur les labels de Fueled by Ramen et DCD2 Records.
La chanson atteint la quatrième place du Billboard Hot 100. Elle obtient ainsi le meilleur classement du groupe et dépasse le single I Write Sins Not Tragedies sorti en 2006. Elle arrive également dans le classement des meilleures ventes de nombreux pays, devenant le plus gros succès de Panic! at the Disco à l'international.

## Écriture
High Hopes est écrite et produite par Jake Sinclair et Jonas Jeberg, et co-écrite par Brendon Urie, Jenny Owen Youngs, Lauren Pritchard, Sam Hollander, William Lobban-Bean, Taylor Parks et Ilsey Juber ; avec une production supplémentaire de Jonny Coffer.
Jeberg, Parks, Juber et Lobban-Bean commencent à écrire la chanson lors d'un camp d'écriture organisé par BMI à Aspen, au Colorado, en 2015. Arrivés une heure en avance, ceux-ci s'installent dans un bain à remous. Jeberg se souvient de l'écriture du morceau : « J'étais assis dans le bain à remous, chantant des notes graves. Nous n'avions aucun instrument puisque nous étions dans le jacuzzi. Je chantais des notes graves et je dirigeais les accords de cette façon, et nous réfléchissions à différentes paroles ». Ils utilisent finalement un studio d’enregistrement portable et commencent à enregistrer une démo avec un rythme, des cors et des voix. Le hook de la chanson est initialement conçu pour un morceau de rap, mais leurs auteurs l'envoient à plusieurs artistes sans succès. En 2016, le label de Panic! at the Disco demande à pouvoir utiliser la chanson pour le prochain album studio du groupe. Début 2018, Brendon Urie co-écrit les couplets de High Hopes, dont la production est achevée par Sinclair, Jeberg et Coffer,.
La chanson est écrite dans une tonalité de fa majeur avec un tempo de 82 battements par minute. Elle est l'un des rares succès commerciaux à utiliser huit accords (contre habituellement deux ou quatre).

## Clip vidéo

Le clip de High Hopes est tourné dans le centre de Los Angeles.

Le titre est disponible sur le compte YouTube officiel de Panic! at the Disco le jour de sa sortie, le 23 mai 2018. Le vidéoclip officiel, réalisé par Brendan Walter et Mel Soria, est mis en ligne le 27 août 2018. En mars 2019, il dépasse les 240 millions de vues.
Le clip suit le chanteur Brendon Urie marchant dans Los Angeles, bousculé par des passants. Arrivé devant un gratte-ciel, il pose ses pieds sur le verre de l'immeuble, sur lequel il commence à marcher. Il gravit le bâtiment sous les yeux des badauds, attroupés en bas, et des habitants de l'immeuble. Une fois sur le toit, il joue le dernier refrain de la chanson avec son groupe, au coucher du soleil.
Dans un communiqué de presse, le groupe explique : « Peu importe à quel point tes rêves semblent difficiles, continue. Tu devras peut-être même escalader le côté d'un immeuble dans le Downtown Los Angeles, mais cela vaudra la peine au sommet. Continue sur cette lancée ».

## Sortie et accueil
High Hopes sort le 23 mai 2018 sur les labels de Fueled by Ramen et DCD2 Records. La chanson est alors utilisée dans les publicités pour les phases finales de la Coupe Stanley 2018.

### Accueil critique
Rolling Stone décrit la chanson comme « vive » (« spirited ») et « accrocheuse » (« punchy »). Pour The Independent, le titre symbolise l'esprit Oliver Twist de l'album Pray for the Wicked, évoquant le passage de la misère à la richesse. NME estime que Brendon Urie fait son « crooner entre de cuivres étincelants et des sons trap palpitants » (« he croons amid gleaming brass and fluttering trap beats ») en se souvenant des jours passés à rêver de gloire devant le miroir de sa chambre (« revisits the days when he would yearn for stardom in front of his bedroom mirror »).

### Succès commercial
High Hopes atteint la quatrième place du Billboard Hot 100, dépassant le précédent record du groupe de I Write Sins Not Tragedies, qui avait atteint la septième position. Toujours aux États-Unis, elle est la chanson la plus diffusée en radio, une première pour Panic! at the Disco. Avec 14 semaines au top du Radio Songs, High Hopes rejoint No One d'Alicia Keys et Because You Loved Me de Céline Dion au cinquième rang du classement, débuté en 1990. High Hopes est la quatrième chanson à dominer simultanément les classements Pop Songs, Adult Pop Songs et Alternative Songs. Après 15 semaines en tête du Adult Pop Songs, le titre devient la chanson restée le plus longtemps en tête du classement des années 2010,.

## Crédits
- Brendon Urie – auteur, percussions, piano, chant et chœurs
- Jake Sinclair – auteur, producteur, guitare, chœurs, basse
- Jenny Owen Youngs – auteur
- Lauren Pritchard – auteur
- Sam Hollander – auteur
- William Lobban-Bean – auteur, programmeur
- Jonas Jeberg – auteur, producteur
- Taylor Parks – auteur
- Ilsey Juber – auteur, chœurs
- Jonny Coffer – producteur additionnel, programmeur
- Kenneth Harris – guitare, chœurs
- Rouble Kapoor – ingénieur
- Suzy Shinn – ingénieur, chœurs
- Claudius Mittendorfer – mixeur
- Rob Mathes – chef d'orchestre, arrangeur des cuivres
- violons : Charlie Bisharat, Thomas Bowes, Bruce Dukov, Julie Gigante, Jessica Guideri, Peter Hanson, Jackie Hartley, Lisa Liu, Maya Magub, Rita Manning, Serena McKinney, Helen Nightengale, Tom Pigott-Smith, Katia Popov, Emlyn Singleton, Tereza Stanislav, Cathy Thompson, Warren Zielinski
- violoncelles : Jacob Braun, Eric Byers, Caroline Dale, Steve Erdody, Tim Gill
- altos : Robert Brophy, Zach Dellinger, Brian Dembow, Peter Lale, Shawn Mann, Bruce White
- trompettes : Jonathan Bradley, Mike Rocha
- trombone : Ryan Dragon
- saxophones : Jason Fabus, Morgan Jones, Peter Slocombe
- mastering : Chris Allgood, Sacha Bambadji, Amber Jones, Emily Lazar, Jason Moser, Rachel White

## Classements et certifications

### Classement hebdomadaire
| Classement (2018-19)                    | Meilleure position |
| --------------------------------------- | ------------------ |
| Allemagne (Media Control AG)            | 5                  |
| Australie (ARIA)                        | 7                  |
| Autriche (Ö3 Austria Top 40)            | 3                  |
| Danemark (Tracklisten)                  | 12                 |
| Belgique (Flandre Ultratop 50 Singles)  | 2                  |
| Belgique (Wallonie Ultratop 50 Singles) | 10                 |
| Finlande (Suomen virallinen lista)      | 5                  |
| France (SNEP)                           | 15                 |
| France (SNEP Ventes)                    | 10                 |
| Italie (FIMI)                           | 20                 |
| Norvège (VG-lista)                      | 15                 |
| Nouvelle-Zélande (RMNZ)                 | 16                 |
| Pays-Bas (Nederlandse Top 40)           | 2                  |
| Suède (Sverigetopplistan)               | 5                  |
| Suisse (Schweizer Hitparade)            | 3                  |

### Certifications
| Région                                                                                                 | Certification | Ventes/Streams |
| --- | ------------- | -------------- |
| Allemagne (BVMI)                                                                                       | Or            | 200 000^       |
| Australie (ARIA)                                                                                       | 3 × Platine   | 210 000^       |
| Autriche (IFPI)                                                                                        | Platine       | 30 000*        |
| Belgique (BEA)                                                                                         | Or            | 20 000*        |
| Canada (Music Canada)                                                                                  | 3 × Platine   | 240 000^       |
| Danemark (IFPI)                                                                                        | Or            | 45 000^        |
| États-Unis (RIAA)                                                                                      | 7 × Platine   | 7 000 000*     |
| France (SNEP)                                                                                          | Or            | 100 000*       |
| Italie (FIMI)                                                                                          | Platine       | 50 000^        |
| Norvège (IFPI)                                                                                         | Or            | 5 000*         |
| Nouvelle-Zélande (RMNZ)                                                                                | Platine       | 30 000*        |
| Pays-Bas (NVPI)                                                                                        | Platine       | 80 000^        |
| Suisse (IFPI)                                                                                          | Platine       | 20 000^        |
| Royaume-Uni (BPI)                                                                                      | Platine       | 6 000 000*     |
| *Ventes selon la certification ^Mise en rayon selon la certification xNon précisé par la certification |               |                |